# Лоуренс, Джейкоб
Джейкоб Лоуренс (англ. Jacob Lawrence; 7 сентября 1917, Атлантик-Сити, Нью-Джерси — 9 июня 2000, Сиэтл, Вашингтон) — один из известнейших афроамериканских художников XX века, определявший свой стиль как "динамический кубизм".

## Биография и творчество
Джейкоб Лоуренс родился в 1917 году в Атлантик-Сити, штат Нью-Джерси, США. Его родители переехали с сельского юга на север в поисках лучшей жизни. Однако вскоре, в 1924 году, они развелись, и мальчик с его младшими братом и сестрой какое-то время жил в приютах и детских домах в Филадельфии, пока их мать, работавшая домохозяйкой, снова не смогла взять на себя обеспечение детей, воссоединившись с ними в Гарлеме в 1930 году, когда Джейкобу было 13 лет. Там началось его художественное образование. Он посещал внеклассные занятия по искусствам и ремеслам сначала в благотворительном учреждении "Детский центр Утопия" (Utopia Children's Center), затем - в Гарлемской художественной мастерской (Harlem Art Workshop). В обоих заведениях он имел возможность учиться у деятелей, возглавлявших движение Гарлемского ренессанса. Среди них, например, был знаменитый художник Чарльз Элстон.
В возрасте 16 лет Лоуренс бросил школу, начал работать в прачечной и типографии, но при этом не оставил занятия живописью. По рекомендации одного из своих преподавателей Чарльза Элстона он начал посещать Студию ремесел и искусств (Studio of Arts and Crafts) известного скульптора Аугусты Саваж. В 1937 году Саваж получила для него стипендию на обучение в Школе американских художников, а также несколько позднее - оплачиваемую позицию художника в Управлении общественных работ США, созданном во время Великой депрессии администрацией президента Франклина Рузвельта, на которой Лоуренс создал несколько серий картин, в том числе цикл «Миграция».
Там Джейкоб познакомился со своей будущей женой - скульптором и художницей Гвендолин Найт. Они поженились в 1941 году и оставались женаты до смерти Лоуренса в 2000 году.
В октябре 1943 года Лоуренс был призван в Береговую охрану США, в первую расово интегрированную команду круизного парусника Sea Cloud под руководством известного сторонника интеграции Вооружённых сил США Карлтона Скиннера. Пребывая на службе, художник продолжал писать картины, документируя опыт Второй мировой войны. Однако все 48 созданных Лоуренсом за это время работ были утрачены.
Позже, по возвращении в Нью-Йорк, он написал знаменитую "Военную серию" (War Series). Однако в скором времени Лоуренс заболел депрессией, и в 1949 году он на 11 месяцев лег в больницу в Куинсе, где по-прежнему продолжал заниматься живописью.
В 1970 году Лоуренс с супругой переехал на северо-запад Тихого океана, где его пригласили занять позицию профессора Вашингтонского университета. До этого художник преподавал в Колледже Блэк-Маунтин в Северной Каролине в 1946 году, а также в Skowhegan School of Painting and Sculpture в Мэне и The New School for Social Research в Нью-Йорке.
Лоуренс работал в Вашингтонском университете до 1986 года, когда вышел на пенсию. В последние годы своей жизни художник выпускал ограниченные тиражи своих работ с целью финансовой поддержки различных организаций: NAACP Legal Defense and Educational Fund (LDF), Children's Defense Fund (CDF), Schomburg Center for Research in Black Culture и т.д.
Джейкоб Лоуренс скончался в Сиэтле 9 июня 2000 года в возрасте 82 лет.